# ديف غيلمور
ديف غيلمور هو لاعب هوكي الجليد كندي، ولد في 14 نوفمبر 1950 في كينغستون في كندا.

## وصلات خارجية
- ديف غيلمور على موقع EliteProspects.com (الإنجليزية)
- ديف غيلمور على موقع HockeyDB.com (الإنجليزية)